# Khalājlū
Khalājlū (persiska: خلاجلو) är en ort i Iran.   Den ligger i provinsen Nordkhorasan, i den nordöstra delen av landet, 600 km öster om huvudstaden Teheran. Khalājlū ligger 1 555 meter över havet och antalet invånare är 159.
Terrängen runt Khalājlū är huvudsakligen kuperad, men söderut är den bergig. Khalājlū ligger nere i en dal. Runt Khalājlū är det ganska glesbefolkat, med 38 invånare per kvadratkilometer. Närmaste större samhälle är Nāmānlū, 6,6 km nordost om Khalājlū. Trakten runt Khalājlū består i huvudsak av gräsmarker.